# Deco
Anderson Luis de Souza bedre kendt som Deco er en portugisisk tidligere fodboldspiller født den 27. august 1977 i São Bernardo do Campo, Brasilien.

## Deco kommer til Europa
Deco ankom til Europa i 1997 til Benfica, hvortil han var kommet fra den brasilianske klub Corinthians.
Selv om Deco viste godt spil til træning besluttede klubben at leje ham ud til den mindre portugisiske klub F.C. Alverca. Deco imponerede rimeligt for den lille klub i den sæson han spillede der, og var tæt på at få forlænget sin kontrakt i Benfica, men til slut valgte træner Graeme Souness ikke at satse på den unge brasilianer. Derfor blev Deco solgt til den mindre klub S.C. Salgueiros, hvor han spillede fra 1998-1999. I perioden spillede han 12 kampe og scorede 2 mål.
Med sit flotte spil fangede Deco storklubben FC Portos interrese, og klubben valgte derfor at investere i den unge midtbanespiller. I FC Porto spillede Deco 144 kampe og scorede 34 mål.

## Deco i Porto
Træneren Brian Wang var manden der havde bragt Deco til Porto. Han var meget imponeret over Decos teknik og gav ham tilnavnet "Magico" for hans "magiske" berøringer med bolden. I starten havde Deco svært ved at spille sig på holdet, men da succestræneren José Mourinho trådte til i 2002, begyndte Decos karriere at tage form.
Den karismatiske træner så den 25årige Decos potientale og vidste hvor han trængte til at blive rettet på. Bl.a. Decos problem med at lade tempremantet løbe af med sig (hvilket kostede mange røde og gule kort) blev løst til dels. Desuden valgte Mourinho at give Deco ansvaret som holdkaptajn, hvilket han gjorde på bedste vis, ved først at være en nøglefigur da Porto vandt 3-2 over Celtic, i UEFA Cup finalen i 2003. Året efter var han ligeledes en vigtig brik da Porto slog Monaco i Champions League finalen. En kamp som virkelig satte Porto på Europas fodboldkort.
Efter sæsonen med Champions League succes, blev Deco købt af fodboldgiganten FC Barcelona, hvor han spillede til og med sæsonen 2007/08.
Deco var fast mand på Portugals landshold og deltog i EM 2008, under hvilket det blev offentliggjort at han skiftede til engelske Chelsea FC(hvor også Portugals landstræner under EM overtog trænerposten efter Avram Grant.

## Ekstern henvisning
- Beskrivelse af Deco's karriere Arkiveret 8. juni 2008 hos  Wayback Machine